# Quirinbach
Der Quirinbach ist ein Bach in  Oberbayern, der in den Tegernsee mündet. Der Quirinbach entspringt westlich unterhalb der Neureuth. Nachdem er bei Sankt Quirin die Gleise und die Bundesstraße 307 gekreuzt hat, mündet er in den Tegernsee.